# Distribuzione di Cauchy
In teoria delle probabilità la distribuzione di Cauchy, nota anche come distribuzione di Lorentz, è una distribuzione di probabilità che descrive nel piano euclideo l'intersezione tra l'asse delle ascisse ed una retta passante per un punto fissato ed inclinata ad un angolo che segue la distribuzione continua uniforme.
Prende il nome sia dal matematico francese Augustin-Louis Cauchy sia dal fisico olandese Hendrik Antoon Lorentz.
Questa distribuzione venne studiata nel 1824 da Siméon-Denis Poisson

## Definizione
La distribuzione di Cauchy di parametri {\displaystyle (x_{0},y_{0})} governa una variabile aleatoria {\displaystyle T} tale che sul piano cartesiano l'angolo {\displaystyle \Theta } d'inclinazione delle rette per i punti {\displaystyle (x_{0},y_{0})} e {\displaystyle (T,0)} segua la distribuzione continua uniforme {\displaystyle {\mathcal {U}}(0,\pi )}. (In altri termini, {\displaystyle T} è la distanza dall'origine a cui l'asse delle ascisse viene intersecato da una retta passante per {\displaystyle (x_{0},y_{0})} ed inclinata con angolo {\displaystyle \Theta }.)
La funzione di densità di probabilità della distribuzione di Cauchy di parametri {\displaystyle (x_{0},y_{0})} è
{\displaystyle f_{(x_{0},y_{0})}(x)={\frac {1}{\pi }}{\frac {y_{0}}{(x-x_{0})^{2}+y_{0}^{2}}}}
il cui grafico è una versiera centrata in {\displaystyle x_{0}} e con semilarghezza a metà altezza (HWHM) pari a {\displaystyle y_{0}}.

## Caratteristiche
Risulta semplice calcolare i quantili di una distribuzione di Cauchy e da questi ricavare la funzione di ripartizione e la densità di probabilità della ripartizione.
Siccome per la distribuzione di Cauchy di parametri {\displaystyle (x_{0},y_{0})} alle rette che formano con l'asse delle ascisse un angolo inferiore a {\displaystyle \theta } corrispondono i valori inferiori a {\displaystyle x=x_{0}-y_{0}\tan(\pi (\theta -1/2))}, i quantili possono essere espressi come
{\displaystyle q_{\alpha }=x_{0}-y_{0}\tan(\pi (\alpha -1/2))}.
La funzione di ripartizione {\displaystyle F} si ricava come inversa della funzione che definisce i quantili, {\displaystyle q_{\alpha }=F^{-1}(\alpha )}:
{\displaystyle F(x)={\frac {1}{\pi }}\arctan {\frac {x-x_{0}}{y_{0}}}+1/2}.
Da questa si può ottenere per derivazione la funzione di densità di probabilità
{\displaystyle f(x)=F'(x)={\frac {1}{\pi }}{\frac {y_{0}}{(x-x_{0})^{2}+y_{0}^{2}}}}.
I momenti di una distribuzione di Cauchy non sono definiti poiché le funzioni {\displaystyle |x^{n}f(x)|} non hanno integrale finito su {\displaystyle \mathbb {R} }. In particolare non sono definite né la speranza matematica né la varianza della distribuzione.
La distribuzione di Cauchy di parametri {\displaystyle (x_{0},y_{0})} è simmetrica rispetto a {\displaystyle x_{0}}, dove la densità di probabilità è massima. In particolare la moda e la mediana sono entrambe pari a {\displaystyle x_{0}}.
La funzione caratteristica della distribuzione è
{\displaystyle \phi _{T}(t)=E[e^{tTi}]=e^{ix_{0}t-y_{0}|t|}}.

### Proprietà
La media {\displaystyle T=(T_{1}+...+T_{n})/n} di n variabili aleatorie indipendenti aventi distribuzioni di Cauchy di parametri {\displaystyle (x_{1},y_{1}),...,(x_{n},y_{n})} segue la distribuzione di Cauchy di parametri {\displaystyle ((x_{1}+...+x_{n})/n,(y_{1},...,y_{n})/n)}. In particolare, se {\displaystyle T_{1},...,T_{n}} hanno gli stessi parametri, questi sono anche i parametri per la media {\displaystyle T}.
Questo illustra come non tutte le distribuzioni forniscano medie sui campioni che convergono alla distribuzione normale; in particolare nel teorema del limite centrale le condizioni sulla speranza matematica e sulla varianza sono necessarie.

### Casi particolari
Il rapporto {\displaystyle X/Y} tra due variabili aleatorie indipendenti aventi distribuzione normale standard {\displaystyle {\mathcal {N}}(0,1)} segue la distribuzione di Cauchy di parametri {\displaystyle (0,1)}: il vettore aleatorio {\displaystyle (X,Y)} è isotropo, quindi l'angolo {\displaystyle \Theta =-\operatorname {arccot} {\tfrac {X}{Y}}}segue una distribuzione uniforme.
Questa stessa distribuzione può essere considerata un caso particolare di distribuzione di Student, con un solo grado di libertà.
La distribuzione di Cauchy di parametri {\displaystyle (0,1)} può essere utilizzata per definire tutte le altre distribuzioni di Cauchy: se la variabile aleatoria {\displaystyle T} segue questa distribuzione allora la variabile aleatoria {\displaystyle x_{0}+y_{0}T} segue la distribuzione di Cauchy di parametri {\displaystyle (x_{0},y_{0})}.